# Уоллер, Фэтс
Томас Райт Уоллер (англ. Thomas Wright Waller), более известный как Фэтс Уоллер («Толстяк» Уоллер, англ. Fats Waller; 21 мая 1904, Нью-Йорк — 15 декабря 1943, Канзас-Сити) — американский джазовый пианист, композитор, а также органист, скрипач, певец и комический артист.
Сочинял музыку в жанрах свинг и страйд. Наиболее известным произведением Уоллера является Honeysuckle Rose, аранжированная многими джазистами, а также Ain’t Misbehavin, две эти композиции были занесены в Зал славы Грэмми в 1984 и 1999 годах.
Всего Уоллер является официальным автором более 400 песен, многие из которых написаны в соавторстве с его творческим партнером Энди Разафом. Разаф говорил о Уоллере, что тот словно «душа мелодии», «бурлящий сгусток веселья», «человек, который заставил фортепиано петь», «большой и телом и умом, … известный своей щедростью». Вполне вероятно, что Уоллер сочинил намного больше популярных песен, чем известно официально: когда он испытывал финансовые затруднения, он продавал песни другим авторам и исполнителям, не требуя при этом указания своего имени, так что они выдавали их за свои.

## Детство
Фэтс Уоллер родился 21 мая 1904 года в городе Нью-Йорке. Он был седьмым из одиннадцати детей (шесть из них умерли в детстве) в семье Аделин Локет Уоллер, музыканта, и преподобного Эдварда Мартина Уоллера, дальнобойщика и одновременно пастора из Нью-Йорка. Он начал играть на пианино, когда ему было шесть лет, а через четыре года начал играть на органе в церкви своего отца. Сначала музыке его учила мать, затем он брал и другие уроки музыки, оплачивая их работой в продуктовом магазине. Уоллер учился в средней школе ДеВитта Клинтона в течение одного семестра в 15 лет, но бросил школу, чтобы работать органистом в Театре Линкольна в Гарлеме, где он зарабатывал 32 доллара в неделю. В течение года там он написал свой первый регтайм. Он был лучшим учеником, а затем другом и коллегой страйд-пианиста Джеймса П. Джонсона. Его мать умерла 10 ноября 1920 года от инсульта, вызванного диабетом.
Первые записи Уоллера, «Muscle Shoals Blues» и «Birmingham Blues», были сделаны в октябре 1922 года для Okeh Records, когда ему было 18 лет. В том же году он записал свой первый фортепианный ролл «Got to Cool My Doggies Now». Первое опубликованное сочинение Уоллера «Squeeze Me» вышло в 1924 году.

## Карьера
Уоллер стал одним из самых популярных исполнителей своего времени, добившись критического и коммерческого успеха в США и Европе. Пианист и композитор Оскар Левант даже назвал Уоллера «черным Горовицем». Он также был очень плодовитым автором песен. Работая со своим партнером по написанию песен поэтом Энди Разафом, Фэтс также написал музыку к нескольким успешным бродвейским мюзиклам, включая «Keep Shufflin'» 1928 года, «Горячий шоколад» 1929 года и (с поэтом Джорджем Мэрионом мл.) «Early To Bed» 1943 года. В нескольких мюзиклах Уоллер играл и как актер.
Считается, что Уоллер сочинил много мелодий в 1920-х и 1930-х годах и продавал их за небольшие суммы, подчас всего за 10 долларов, разрешив покупателям выдавать их за свою музыку. Джазовые стандарты, приписываемые Уоллеру, иногда спорно, включают «I Can’t Give You Anything but Love, Baby» («Я не могу дать тебе ничего, кроме любви, детка»). Песня получила известность благодаря исполнению Аделаиды Холл в бродвейском шоу «Blackbirds of 1928». Биограф Разафа, Барри Сингер, предположил, что эта песня была написана Уоллером и Энди Разафом, и предоставил описание сделки, данное Уоллером без упоминания имен и названий газете New York Post в 1929 году — он сказал, что продал песню за 500 долларов белому автору для использования в очень финансово успешном шоу; Сингер, сопоставив факты, предположил, что речь идет о Джимми МакХью и шоу «Harry Delmar’s Revels» 1927 года и «Blackbirds of 1928». Он также отметил, что ранние рукописи песни «Spreadin' Rhythm Around», хранящиеся в Институте джазовых исследований Библиотеки Дана написаны рукой Уоллера, хотя автором песни значится тот же . Историк джаза Пол С. Махлин подтвердил, что гипотеза Сингера вполне обоснована. Согласно биографии сына Уоллера Мориса, Уоллер сказал своему сыну никогда не играть эту песню публично, потому что он должен был продать ее, когда ему были нужны деньги. Морис Уоллер писал, что, вероятно, Джимми МакХью была продана и песня «On the Sunny Side of the Street».
Уоллер играл с Натаниэлем Шилкретом, Джином Остином, Эрскином Тейтом, Флетчером Хендерсоном, джаз-бэндом McKinney’s Cotton Pickers и Аделаидой Холл.
Однажды Уоллера похитили в Чикаго в 1926 году, когда он покидал представление. Четверо мужчин запихнули его в машину и отвезли в гостиницу «Хоторн», принадлежащую Аль Капоне. Уоллеру приказали войти в здание, и он обнаружил, что там проходит вечеринка. С пистолетом, приставленным к спине, его подтолкнули к пианино и приказали играть. Испуганный Уоллер понял, что он был «гостем» на дне рождения Капоне, и почувствовал облегчение от того, что похитители не собирались его убивать.
В 1926 году Уоллер начал свое сотрудничество с Victor Talking Machine Company / RCA Victor — основной в его жизни звукозаписывающей компанией, он начал запись с органных соло St. Louis Blues и своей композиции Lenox Avenue Blues. Несмотря на то, что он записывался с несколькими группами, включая Morris’s Hot Babes (1927), Fats Waller’s Buddies (1929 г.; одна из первых записанных мультирасовых групп) и McKinney’s Cotton Pickers (1929), его самый важный вклад в гарлемский страйд — это серия сольных записей его композиций: «Handful of Keys», «Smashing Thirds», «Numb Fumblin'», and «Valentine Stomp» (1929). После сеансов с Тедом Льюисом (1931), Джеком Тигарденом (1931) и группой Billy Banks' Rhythmakers (1932), в мае 1934 года он начал большую серию записей с небольшой группой, известной как Fats Waller and his Rhythm (Фэтс Уоллер и его ритм). В эту группу обычно входили Герман Отри (иногда его заменяли Билл Коулман и Джон «Багз» Гамильтон), Джин Седрик или Руди Пауэлл, и Эл Кейси.
Уоллер написал песни «Squeeze Me» (1919), «Keepin' Out of Mischief Now», «Ain’t Misbehavin'» (1929), «Blue Turning Grey Over You», «I’ve Got a Feeling I’m Falling» (1929), «Honeysuckle Rose» (1929) and «Jitterbug Waltz» (1942). Также он писал композиции в стиле страйда, такие как «Handful of Keys», «Valentine Stomp» and «Viper’s Drag».
Уоллер имел успех в турне по Соединенному Королевству и Ирландии в 1930-х годах, появившись в одной из первых телевизионных передач BBC 30 сентября 1938 года. Находясь в Великобритании, Уоллер также записал несколько песен для EMI на их органе Compton Theatre, расположенном в студии Abbey Road. Он появился в нескольких художественных фильмах и короткометражных фильмах, в первую очередь в фильме «Штормовая погода», которая была выпущена 21 июля 1943 года, всего за несколько месяцев до его смерти. Для популярного бродвейского шоу Hot Chocolates он и Разаф написали песню «(What Did I Do to Be So) Black and Blue» (1929), которая стала хитом для Этель Уотерс и Луи Армстронга.
Уоллер иногда исполнял органные произведения Баха в небольших концертах. Он оказал влияние на многих джазовых пианистов до начала эры бибопа; Каунт Бэйси и Эррол Гарнер исполняли его хиты. Помимо игры на фортепиано, Уоллер был известен своими шутками во время выступлений.
Между 1926 и концом 1927 года Уоллер записал серию сольных композиций на органе. Это было первое исполнение синкопированных джазовых композиций на полноразмерном церковном органе. В апреле 1927 года Уоллер играл на органе в театре Vendome в Чикаго с Луи Армстронгом, где его игру на органе хвалили за «остроумные намеки» и «эксцентричные паузы».
Запись Уоллера песни «A Little Bit Independent», написанной Джо Бёрком и Эдгаром Лесли, была № 1 в хит-параде Your Hit Parade в течение двух недель 1935 года. Он также попадал в чарты с песнями «Whose Honey Are You?», «Lulu’s Back in Town», «Sweet and Low», «Truckin'», «Rhythm and Romance», «Sing an Old Fashioned Song to a Young Sophisticated Lady», «West Wind», «All My Life», «It’s a Sin to Tell a Lie», «Let’s Sing Again», «Cross Patch», «You’re Not the Kind», «Bye Bye Baby», «You’re Laughing at Me», «I Love to Whistle», «Good for Nothing», «Two Sleepy People», and «Little Curly Hair in a Highchair».

## Бродвейские мюзиклы
Уоллер стал первым афроамериканским автором песен, сочинившим популярный бродвейский мюзикл, который увидела в основном белая аудитория. Бродвейский продюсер Ричард Коллмар нанял Уоллера для создания мюзикла Early to Bed («Рано лечь спать») в 1943 году. Этот факт был упомянут в эссе о Уоллере в 2016 году Джоном МакУортером — американским ученым, лингвистом, доцентом кафедры английского языка и сравнительной литературы в Колумбийском университете.
Даже в 1943 году идея о том, что черный композитор пишет музыку для белого шоу, была неслыханной. Когда бродвейский исполнитель и продюсер Ричард Коллмар начал планировать мюзикл Early to Bed, его первоначальная идея заключалась в том, чтобы Уоллер выступил в нем как комический актер, а не писал музыку. В конце концов, Уоллер ведь был не только музыкантом, но и комиком. Комедия редко бывает удачной, но почти 80 лет спустя его реплики и игра в Your Feet’s Too Big столь же забавны, как и все на Comedy Central, а в фильме «Штормовая погода» он просто переигрывает всех всего лишь с одной музыкальной сценой и небольшим хулиганством после нее, несмотря на конкуренцию Билла «Боджанглс» Робинсона, Лины Хорн и братьев Николас. Первоначальный выбор Коллмара на роль композитора [мюзикла Early to Bed] пал на Ферде Грофе, наиболее известного как аранжировщика «Голубой рапсодии» Джорджа Гершвина, чьи авторские композиции были великолепными концертными сюитами. Но Грофе не согласился, и надо отдать должное Коллмару, что он понял, что в лице Уоллера у него есть лучший из возможных композитор популярных песен. Двойная роль Уоллера как композитора и исполнителя была недолгой. Во время очередного безденежья, в состоянии сильного алкогольного опьянения Уоллер пригрозил прекратить участие в мюзикле, если Коллмар не купит у него права на музыку к Early to Bed за 1000 долларов. (Это было типично для Уоллера, который часто продавал музыку ради быстрых денег. Факты свидетельствуют, например, что джазовые стандарты «I Can’t Give You Anything but Love» и «On the Sunny Side of the Street» были мелодиями Уоллера.) Уоллер пришел в себя на следующий день, но Коллмар решил, что его пьянство делает его слишком рискованным кандидатом для роли, учитывая необходимость восьми выступлений в неделю. С тех пор Уоллер был только композитором шоу. Поэтом выступил Джордж Марион, чья самая запоминающаяся работа — сценарий к фильму The Gay Divorcée («Весёлый развод», 1934 г.) с Фредом Астером и Джинджер Роджерс.
Спустя шесть месяцев после премьеры этот мюзикл все еще играли на Бродвее; тогда газеты сообщили о преждевременной смерти Уоллера.

## Личная жизнь
Уоллер женился на Эдит Хэтчетт в 1920 году, в браке с которой у него родился его первый сын, Томас Уоллер младший, в 1921 году. В 1923 году Хэтчетт развелась с Уоллером. Уоллер женился на Аните Резерфорд в 1926 году. У них родился сын Морис Томас Уоллер, 10 сентября 1927 года. В 1928 году у Уоллера и Резерфорд родился второй сын, Рональд Уоллер.
В 1938 году Уоллер был одним из первых афроамериканцев, купивших дом в районе парка Аддислей в Сент-Олбансе, Квинс — районе Нью-Йорка с ограничениями по проживанию для афроамериканцев. После его покупки и последовавшего судебного разбирательства в судах штата Нью-Йорк за Уоллером последовали многие преуспевающие афроамериканцы, в том числе многие джазовые исполнители, такие как Каунт Бэйси, Лина Хорн, Элла Фицджеральд и Милт Хинтон.

## Смерть
Уоллер заболел пневмонией и умер 15 декабря 1943 года около Канзас-Сити, штат Миссури, путешествуя на знаменитом поезде «Super Chief» Лос-Анджелес — Чикаго. Его последняя звукозапись была с мультирасовой группой, в которую входил белый трубач Дон Хирлеман, в Детройте, штат Мичиган. Уоллер возвращался в Нью-Йорк из Лос-Анджелеса после громкого успеха «Штормовой погоды» и успешного ангажемента в Zanzibar Room в Санта-Монике, штат Калифорния, во время которого он и заболел. По оценкам, более 4200 человек посетили его похороны в Абиссинской баптистской церкви в Гарлеме, что побудило Адама Клейтона Пауэлла-младшего, произнесшего речь, сказать, что Фэтс Уоллер «всегда играл при переполненном зале». После панихиды тело Уоллера было кремировано, а его прах развеян над Гарлемом с самолета.
Один из потомков Уоллера — профессиональный футболист Даррен Уоллер, правнук Фэтса.

## Награды
| Год  | Награда                                    |
| ---- | ------------------------------------------ |
| 2008 | Gennett Records — Walk of Fame             |
| 2005 | Jazz at Lincoln Center — Jazz Hall of Fame |
| 1993 | Grammy Lifetime Achievement Award          |
| 1989 | Big Band and Jazz Hall of Fame             |
| 1970 | Songwriters Hall of Fame                   |

## Продолжатели
Вероятно, самым талантливым пианистом, продолжившим играть музыку «Толстяка» Уоллера после его смерти, был Ральф Саттон, который в основном специализировался на страйде. Саттон был большим поклонником Уоллера, он говорил: «Я никогда не слышал, чтобы пианист свинговал лучше, чем Фэтс, или играл в группе лучше, чем он. Я никогда не устаю его слушать. Фэтс был со мной с самого начала, и он будет со мной, пока я жив».
Актер и лидер группы Конрад Дженис также много сделал для того, чтобы музыка «Толстяка» Уоллера и Джеймса П. Джонсона оставалась исполняемой. В 1949 году в возрасте 18 лет Дженис собрал группу стареющих великих джазовых музыкантов, в которую вошли Джеймс П. Джонсон (фортепиано), Генри Гудвин (труба), Эдмонд Холл (кларнет), Попс Фостер (бас) и Бэби Доддс (ударные), сам Янис играл на тромбоне.